# Pasaporte saharaui
El pasaporte saharaui es un documento de identidad emitido a los ciudadanos de la República Árabe Saharaui Democrática. Son emitidos por el Ministerio de Relaciones Exteriores e Interior y lanzados por el Centro Nacional Saharauis de Producción de Documentos.
Los talonarios de los pasaportes son válidos para los viajes de ciudadanos saharauis a los países que reconocieron la República Saharaui, aunque los viajes a ciertos países y/o para ciertos fines pueden requerir un documento visa. Estos pasaportes con las normas recomendadas por la Organización de Aviación Civil Internacional (OACI). Además, la RASD emitió pasaportes biométricos como estilo estándar desde septiembre de 2012.

## Tipos de pasaportes
Los pasaportes saharauis son sencillos y sirven para los procesos diplomáticos. Tienen tapa roja, azul y verde.

## Pasaporte biométrico
Ya se habían adoptado planes para preparar y expedir un nuevo pasaporte saharaui antes de diciembre de 2011. La producción del primer pasaporte biométrico saharaui comenzó el 8 de septiembre de 2012 en virtud de un decreto presidencial. El nuevo pasaporte contiene un chip electrónico con información sobre el titular, incluida una fotografía digitalizada, huellas dactilares y su respectiva firma. El presidente de la RASD en aquel entonces, Mohamed Abdelaziz, recibió el primer pasaporte diplomático saharaui.

## Galería de pasaportes saharauis

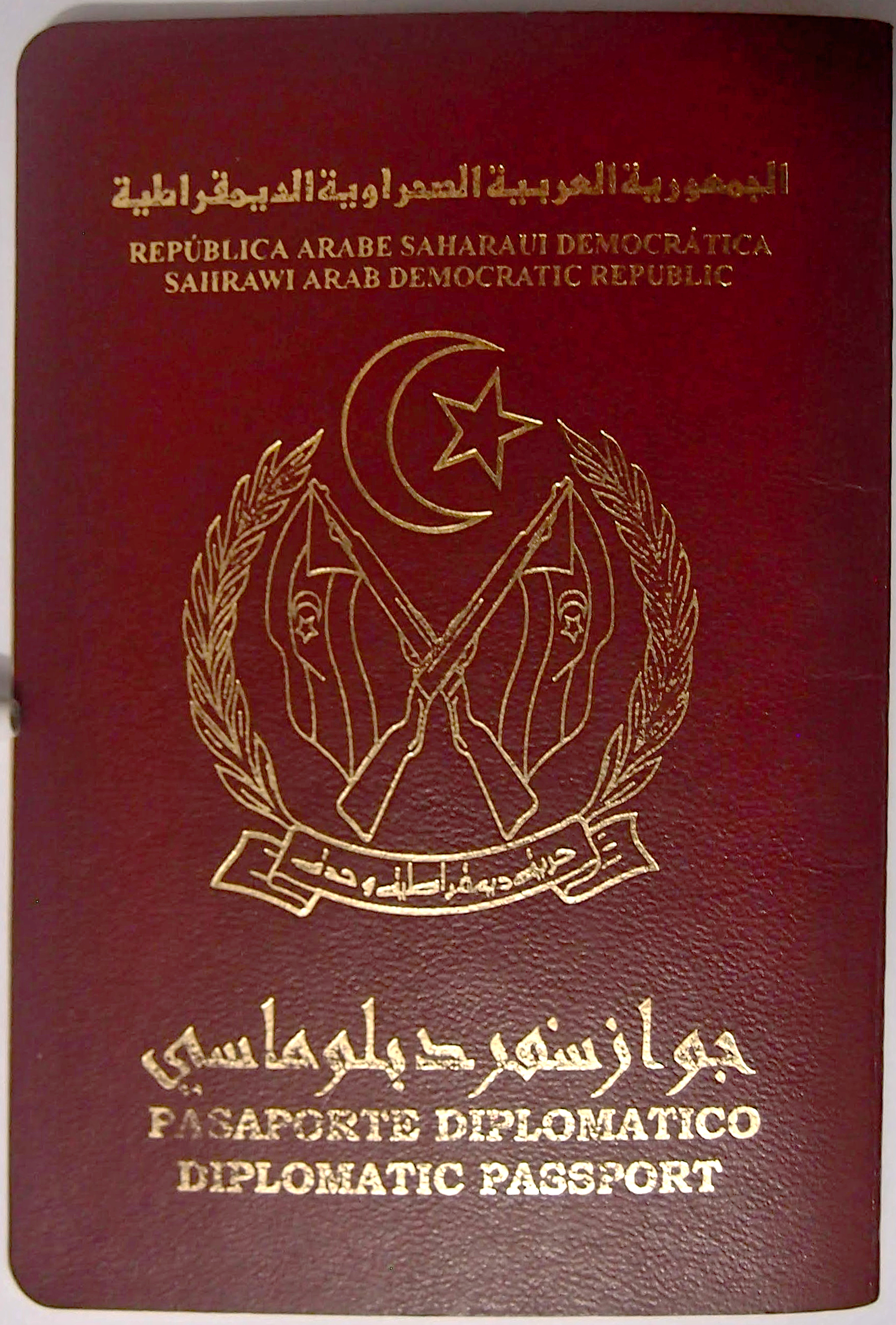
Pasaporte diplomático saharaui
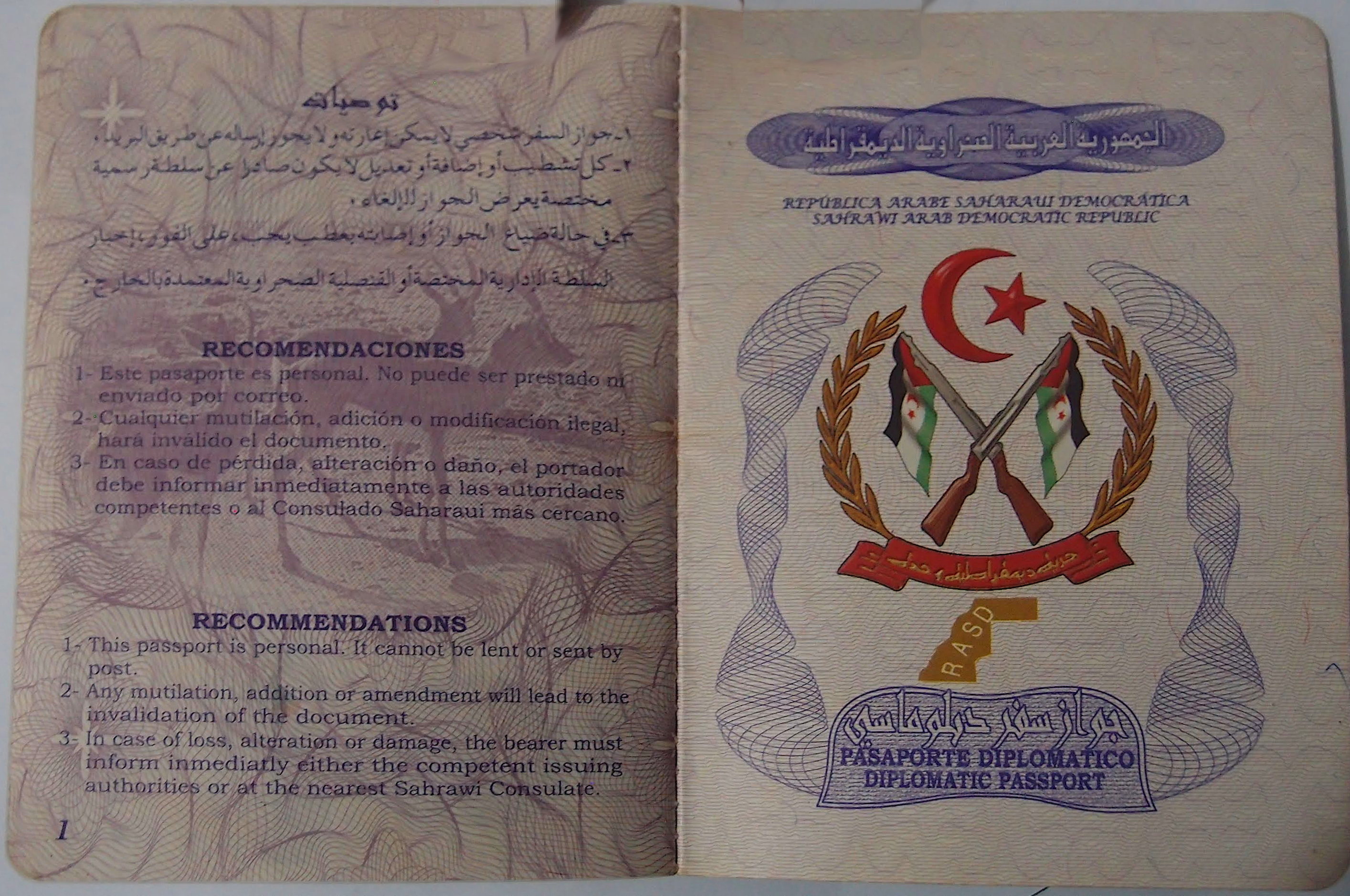
Pasaporte diplomático saharaui, primera página